# Roccapina-Ortolo
Roccapina-Ortolo este o arie protejată (arie specială de conservare — SAC, sit de importanță comunitară — SCI) din Franța întinsă pe o suprafață de 1.066 ha, integral pe uscat.

## Localizare
Centrul sitului Roccapina-Ortolo este situat la coordonatele 41°30′08″N 8°56′25″E / 41.50222°N 8.94028°E.

## Înființare
Situl Roccapina-Ortolo a fost declarat sit de importanță comunitară în iulie 2003 pentru a proteja 10 specii de animale. Situl a fost protejat și ca arie specială de conservare în martie 2008.

## Biodiversitate
Situată în ecoregiunea mediteraneană, aria protejată conține 16 habitate naturale: Dune cu vegetație ierboasă Malcolmietalia, Dune de coastă cu Juniperus spp., Galerii și tufărișuri riverane sudice (Nerio-Tamaricetea și Securinegion tinctoriae), Dune mobile cu vegetație embrionară, Faleze cu vegetație de Limonium spp. endemic de pe coastele mediteraneene, Vegetație anuală la limita mareei, Dune cu tufărișuri sclerofile Cisto-Lavenduletalia, Pajiști umede mediteraneene cu ierburi înalte de Molinio-Holoschoenion, Formațiuni scunde de Euphorbia în apropierea falezelor, Dune mobile de-a lungul țărmului cu Ammophila arenaria („dune albe”), Pante stâncoase silicioase cu vegetație casmofită, Pășuni mediteraneene udate de apa mării (Juncetalia maritimi), Iazuri temporare mediteraneene, Galerii de Salix alba și de Populus alba, Păduri de Quercus ilex și Quercus rotundifolia, Matorral arborescenți cu Juniperus spp..
La baza desemnării sitului se află mai multe specii protejate:
- amfibieni (1): Discoglossus sardus
- mamifere (4): liliac cârn (Barbastella barbastellus), liliac cu aripi lungi (Miniopterus schreibersii), liliac cărămiziu (Myotis emarginatus), liliacul mic cu potcoavă (Rhinolophus hipposideros)
- nevertebrate (2): croitorul mare al stejarului (Cerambyx cerdo), Papilio hospiton
- reptile (3): țestoasa de baltă (Emys orbicularis), Euleptes europaea, țestoasă bănățeană (Testudo hermanni)

Pe lângă speciile protejate, pe teritoriul sitului au mai fost identificate 11 specii de plante, 1 specie de amfibieni, 8 specii de mamifere, 1 specie de reptile.